# Un jour (roman)
Ne doit pas être confondu avec Un jour, Un jour (film) ou Un jour (série télévisée, 2024).
Un jour est un roman écrit par David Nicholls publié en 2008 en anglais sous le titre One Day. Il est traduit par Karine Reignier et sort en français aux éditions Belfond en 2011. C'est le troisième roman de l'auteur britannique, mais le premier sorti en version française.

## Résumé
Emma et Dexter se rencontrent après leur soirée de fin d’étude, le 15 juillet 1988. Ils passent leur nuit ensemble puis décident de rester amis. Pendant des années, tous les ans à la même date, ils s’écrivent. Ils ont tous deux pris des chemins bien différents. Pendant qu’Emma enchaîne les petits boulots, Dexter voyage et profite de la vie que lui offre son appartenance à un milieu aisé. Emma devient institutrice, avec le rêve d'écrire un roman. Ils feront tous deux des mariages malheureux. Emma manque de confiance en elle, et Dexter, qui semble avoir la vie rêvée, cache en réalité un profond désespoir. 
Alors que Emma va finir par évoluer en devenant une grande écrivaine et en choisissant de s'exiler à Paris, Dexter va sombrer dans la drogue. Son mariage avec Sylvie va très vite sombrer dans la tristesse, même s'il est l'heureux papa d'une petite Jasmine et qu'il choisit de travailler sérieusement. Sa femme le trompera avec son meilleur ami, qui se trouve être son patron et leur mariage prendra fin rapidement.
Pendant 20 ans, les chemins de Dexter et Emma vont se croiser et se recroiser jusqu'à ce qu'ils comprennent qu'ils sont en réalité faits l'un pour l'autre.

## Retours des médias
« Contrairement aux apparences, Un jour n'est pas une bluette mais une comédie de mœurs ironique et un tableau de la société anglaise sur vingt ans, avec illusions perdues et rêves brisés. » Télérama
« Récit à l’humour décalé », Marie Claire
« David Nicholls réussit un roman à mi-chemin entre la  comédie et le drame. On pleure, on rit, on souscrit, on est désolé que  ce soit déjà terminé », Elle
« Histoire d'amour très anglaise, bijou de tendresse et d'humour », L'Express

## Éditions en français
- Belfond, en 2011 trad. Karine Reignier  (ISBN 2714447147)
- 10/18, en 2012  (ISBN 2264055758)

## Adaptation à l'écran
Le roman a été adapté en 2011 au cinéma par Lone Scherfig, avec Anne Hathaway et Jim Sturgess. Il porte le même nom que le roman : Un jour (One Day en anglais).                        
En 2024, Netflix adapte le roman en une série composée de 14 épisodes avec Ambika Mod et Leo Woodall dans les rôles principaux, diffusée à partir du 8 février 2024.                        